# Фощеватое
Фощеватое — село в Корочанском районе Белгородской области, входит в состав Соколовского сельского поселения.

## География
Расположено в 15 км от райцентра — города Короча. К югу от села находится река Мокрая Ивица. В Белгородской области имеются населённые пункты со схожими названиями: село Фощеватово — в Волоконовском районе, хутор Фощеватый — в Красногвардейском.

## История
Первоначальное название — слобода Хвощеватая. Образовалось в XIX веке. Название Фощеватое произошло от слова «хвощи», так как в этой пустой болотистой местности росли хвощи.
По документам переписи 1885 года, слобода Хвощеватая Корочанского уезда Пригородней волости насчитывала 118 дворов, 800 слобожан.
В 1897-1898 годах в церковной сторожке села Фощеватое была открыта школа грамоты.
В 1917 году в Фощеватом построили кирпичный храм, который в годы Великой Отечественной войны был разрушен.
До 1924 года принадлежало Нечаевской волости Корочанского уезда, затем было определено в Стрелецкую волость Корочанского уезда Соколовского сельсовета. 
В 1927 году в селе был образован колхоз, в который вступило 13 крестьянских хозяйств.
30 июля 1928 года село Фощеватое стало селом Корочанского района.
В 1959 году Фощеватое — центр сельсовета (деревня Овчаровка и 7 хуторов: Веселый, Зеленый Гай, Коммуна, Красный, Красный Пахарь, Миндоловка и Щетиновка). 
В 1997 году в Фощеватом Соколовского сельского округа Корочанского района Белгородской области — 113 личных хозяйств и около 200 жителей.
В центре села установлен мемориал (братская могила), посвященный 29 советским воинам, погибших в боях с фашистскими захватчиками.

## Население
В 1979 году в селе — 270 жителей, в 1989 году — 208.
| 2002 | 2010 |
| ---- | ---- |
| 236  | ↘190 |